# Buchloe
Buchloe – miasto w południowych Niemczech, w kraju związkowym Bawaria, w rejencji Szwabia, w regionie Allgäu, w powiecie Ostallgäu, siedziba wspólnoty administracyjnej Buchloe. Leży w Allgäu, około 30 km na północ od Marktoberdorfu, przy autostradzie A96, drodze B12 i linii kolejowej Memmingen-Monachium i Lindau (Bodensee)-Augsburg.
W mieście znajduje się stacja kolejowa Buchloe.

## Polityka
Burmistrzem miasta jest Josef Schweinberger, w skład rady miasta wchodzą 24 osoby.
|      | CSU | SPD | FWG | Zieloni | Unabhängige Bürger-Initiative | Razem |
| 2008 | 11  | 3   | 6   | 1       | 3                             | 24    |
| 2002 | 11  | 4   | 5   | 1       | 3                             | 24    |